# Bedarida (cognome)
Bedarida è un cognome di lingua italiana.

## Varianti
Beda.

## Origine e diffusione
Cognome tipicamente settentrionale, è presente prevalentemente in Lombardia e Piemonte.
Potrebbe derivare dal toponimo francese Bedarrides.

## Persone
- Alberto Mario Bedarida – matematico italiano
- Guido Bedarida – scrittore italiano